# Mulino a vento di Chesterton
Il mulino a vento di Chesterton è un mulino a vento cilindrico in pietra con una base ad arco del XVII secolo, situato fuori dal villaggio di Chesterton, nel Warwickshire L'edificio è un monumento classificato Grade I.